# Cantó de Cognin
El cantó de Cognin és un cantó francès del departament de la Savoia, a la regió d'Alvèrnia-Roine-Alps. Està inclòs en el districte de Chambéry, té sis municipis i el cap cantonal és Cognin.

## Municipis
- Cognin
- Jacob-Bellecombette
- Montagnole
- Saint-Cassin
- Saint-Sulpice
- Vimînes

## Història
| Període                     | Identitat       | Partit | Qualitat                       |
| --------------------------- | --------------- | ------ | ------------------------------ |
| El cantó fou creat en 1985. |                 |        |                                |
| 1985-2008                   | Jean Fressoz    | DVG    | Alcalde de Cognin (1971-2001)  |
| 2008-en curs                | Lionel Mithieux | MoDem  | Alcalde de Vimines des de 2001 |

## Demografia
| 1882                                            | 1926 | 1962 | 1968 | 1975 | 1982   | 1990   | 1999   | 2008   |
| ?                                               | ?    | ?    | ?    | ?    | 11.230 | 11.600 | 13.018 | 13.992 |
| ----------------------------------------------- | ---- | ---- | ---- | ---- | ------ | ------ | ------ | ------ |
| A partir de 1990: Població sense dobles comptes |      |      |      |      |        |        |        |        |